# Гумла (округ)
Гумла (хинди गुमला जिला; англ. Gumla) — округ в индийском штате Джаркханд. Образован 18 мая 1984 года из части территории округа Ранчи. Административный центр — город Гумла. Площадь округа — 9077 км². По данным всеиндийской переписи 2001 года население округа составляло 1 346 767 человек. Уровень грамотности взрослого населения составлял 51,7 %, что ниже среднеиндийского уровня (59,5 %). Доля городского населения составляла 5,5 %.